# Malacosteus niger
Il pesce mandibola (Malacosteus niger Ayres, 1848) è un pesce abissale del genere Malacosteus presente in tutti gli oceani, anche se in modo finora discontinuo.

## Descrizione

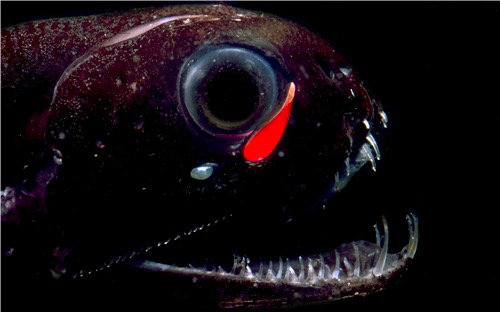
Particolare della testa di Malacosteus niger che mostra le regioni di bioluminescenza rossa e blu.

Anche se piccolo, circa 20 centimetri di lunghezza, questo pesce è uno dei più straordinari esempi di adattamento di un essere vivente in un luogo così ostile come gli abissi marini: possiede infatti una mandibola completamente priva di articolazioni che la uniscono con la lingua e l'intero tronco, eccetto il cranio stesso. Anche il resto del corpo è inusuale: oltre a una pelle priva di scaglie, le pinne pettorali sono poco sviluppate, mentre le anali si trovano immediatamente prima della caudale. Il fotoforo postorbitale in questa specie è più grande di Malacosteus australis, da cui differisce anche nel conteggio dei fotofori laterali e nei caratteri morfologici.

## Distribuzione
Malacosteus niger è una specie circumglobale e ha una vasta area geografica. Si può trovare tipicamente tra le latitudini che vanno dai 66° nord fino ai 30° sud. La specie sembra essere ampiamente distribuita nell'Oceano Atlantico centro-orientale. M. niger si trova solitamente tra i 500 e i 1000 metri di profondità. Si ritiene che sia l'unico membro della famiglia che non esegua migrazioni nictemerali, il che significa che non migra in superficie come altre specie di pesci.

## Biologia

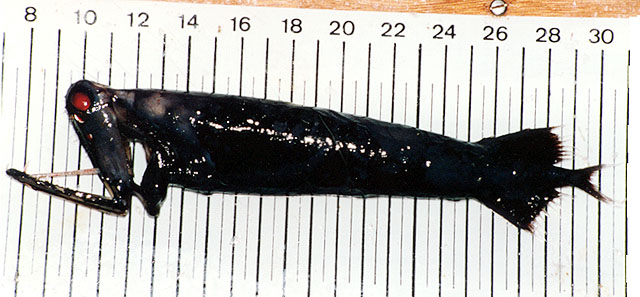
Malacosteus niger

Il pesce trae vantaggio dalla sua strana conformazione, essendo questa infatti quasi completamente autonoma dal resto del corpo, la mandibola può essere estroflessa per catturare pesci e crostacei che rientrano nella sua dieta. Può talvolta anche ingoiare prede grandi la metà del corpo stesso. La dieta della specie contiene una parte sostanziale di zooplancton. Alcune delle sue prede documentate includono calanoidi, micronecton, gamberetti decapodi e altri decapodi. È stato registrato che i copepodi costituiscono circa il 69%-83% della dieta di M. niger. M. niger digerisce la sua preda durante un ciclo digestivo, il che significa che i copepodi che consuma di notte vengono digeriti entro il pomeriggio del giorno successivo, il che richiede che si nutra costantemente di queste piccole prede per sostenere la sua energia.